# Winter's Gate
Winter's Gate è il settimo album in studio del gruppo musicale finlandese Insomnium, pubblicato il 23 settembre 2016 dalla Century Media Records.

## Tracce
Testi e musiche di Niilo Sevänen.
1. Winter's Gate: Part 1 – 6:14
2. Winter's Gate: Part 2 – 6:37
3. Winter's Gate: Part 3 – 5:51
4. Winter's Gate: Part 4 – 5:26
5. Winter's Gate: Part 5 – 4:21
6. Winter's Gate: Part 6 – 5:13
7. Winter's Gate: Part 7 – 6:18

## Formazione
Gruppo
- Niilo Sevänen – voce, basso
- Ville Friman – chitarre, voce
- Markus Vanhala – chitarre
- Marcus Hirvonen – batteria

Altro personale
- Teemu Aalto – cori, chitarra, produzione
- Aleksi Munter – tastiere
- Dan Swanö – missaggio